# Christian Wedell-Neergaard (1899-1949)
 Der er flere personer med dette navn, se Christian Wedell-Neergaard.
Christian baron Wedell-Neergaard (14. august 1899 på Svenstrup – 23. marts 1949 sammesteds) var en dansk godsejer og hofjægermester, far til Jens Wedell-Neergaard.
Han var søn af hofjægermester, kammerherre, baron Joachim Wedell-Neergaard og hustru, tog filosofikum, var forpagter af Overdrevsgården og overtog i 1926 familiegodset Svenstrup. 
Han blev gift 6. november 1925 i København med Manon Christiane Olga komtesse Schimmelmann (10. november 1904 på Dronninglund – 26. november 1984), datter af hofjægermester, greve Werner Ernst Carl Schimmelmann (1865-1941) og Ida Margrethe Knuth (1880-1944). Børn:
1. Gustav Joachim Christian baron Wedell-Neergaard (13. september 1926 på Overdrevsgården – 6. oktober 2002)
2. Jens baron Wedell-Neergaard (1928-1993)
3. Bent baron Wedell-Neergaard (29. maj 1932 på Overdrevsgården – 20. juni 1980 i Hornbæk)

Han døde kun 49 år gammel i 1949, hvorefter den mellemste søn Jens overtog Svenstrup.